# Una storia d'amore (film 1969)
Una storia d'amore è un film del 1969 diretto da Michele Lupo.

## Trama
Una giovane signora ricca e bella, madre di due deliziosi bambini, una sera, mentre il marito è a Hong Kong per affari, incontra un tipo che decisamente non fa per lei: Franz, bel ragazzo, molto giovane, pieno di donne e di soldi. Si lascia facilmente trascinare in un'avventura sbagliata, che a poco a poco si trasforma in amore. Anche lui evidentemente sente qualcosa e, sapendo di essere un poco di buono, la invita a troncare.
Ma la donna non ha coraggio, non ne è capace, neppure quando ritorna il marito; tenta persino il suicidio. Franz allora le spiega perché l'amore non è possibile: perché lui è un imbroglione, che seduce le donne per fotografarle di nascosto in pose confidenziali e ricattarle. Tanto che una volta si è preso un tagliacarte nella pancia. Così la signora chiude la parentesi e torna dal marito.